# 岐阜県立岐阜農林高等学校
岐阜県立岐阜農林高等学校（ぎふけんりつ ぎふのうりんこうとうがっこう）は、岐阜県本巣郡北方町北方にある公立農業高等学校。

## 学校概要
- 創立：1900年（明治33年）
- 学科：全日制
  - 流通科学科 (D科)
  - 園芸科学科 (H科)
  - 動物科学科 (A科)
  - 森林科学科 (N科)
  - 環境科学科 (E科)
  - 食品科学科 (F科)
  - 生物工学科 (B科)

## 沿革
- 1878年 - 岐阜県農事講習場設置。
- 1883年 (明治16年) - 華陽学校と合併し同校農学部と改称する。
- 1880年 - 農学校と改称する。
- 1900年 - 岐阜県立農学校として発足（本校ではこれをもって創立としている）。
- 1907年 - 林科を設置し、岐阜県立農林学校と改称する。
- 1923年 - 岐阜県立岐阜農林学校と改称する。
- 1948年 - 振天分校を設置。
- 1949年 - 学制改革により校名を岐阜県立岐阜農林高等学校と改称する。振天分校は、黒野分校に改称。
- 1949年 - 普通科を増設し、校名を岐阜県立北方高等学校と変更する。
- 1951年 - 普通科を廃止し、岐阜市立高等学校農業科を併せ校名を岐阜県立岐阜農業高等学校と改称する。
- 1952年 - 岐阜県立岐阜農林高等学校と改称する。
- 1957年 - 農産製造科を廃止し、農芸化学科を新設する。
- 1968年 - 農業科を園芸科・畜産科とする。
- 1969年 - 生活科を新設する。
- 1972年 - 黒野分校を廃止。
- 1988年 - 生物工学科を新設する。
- 2004年 - 園芸科学科、動物科学科、食品科学科、流通科学科、森林科学科、環境科学科、生物工学科の7学科体制となる。
- 2008年 (平成20年) - 岐農三訓を定める。
- 2011年 (平成23年) - 学年制を二期制に改める。
- 2012年 (平成24年) - 文部科学省 スーパー・サイエンス・ハイスクール(SSH)指定校となる。
- 2018年 (平成30年) - 文部科学省 スーパー・プロフェッショナル・ハイスクール(SPH)指定校となる。岐阜県教育委員会 理数教育フラッグシップハイスクール(FSH)指定校となる。
- 2020年 (令和2年) - 創立120周年を迎える。
- 2021年 (令和3年) - 岐阜県教育委員会 スーパー・インクワイアリー(探求)・ハイスクール指定校となる。

## 部活動
運動部では「バスケットボール部（男子）」「相撲部」「演劇部」が有名。この3部は「岐阜県代表」として全国大会へ出場し、活躍している。
その他の運動部では、「陸上部」「ソフトボール部（女子）」「剣道部」などが、県大会上位入賞の実績を上げている。
高校では珍しい「水球部」「馬術部」があり、サラブレッドや木曽馬も飼育している。
文化部では「演劇部」が平成19年度及び平成28年度の全国高等学校演劇大会にて文部科学大臣賞（最優秀賞）を受賞。

### 運動系部活動
- 陸上部
- 相撲部
- 剣道部
- 柔道部
- 硬式野球部
- 水球部
- 卓球部
- 馬術部
- ソフトテニス部
- バレーボール部 (男・女)
- バスケットボール部 (男・女)

### 文化系部活動
- 植物プロジェクト部
- 写真部
- 自然科学部
- 美術部
- 茶道部
- 華道部
- 吹奏楽部
- 演劇部
- 放送部
- 書道部
- JRC部（ジュニアレッドクロスクラブ）
- 英語研究部
- 簿記部

## アクセス
出典 : 
路線バスは岐阜バスが運行している。以下の系統に乗車
| 乗車駅およびターミナル | のりば | 系統               | 下車停留所         |
| ---------------------- | ------ | ------------------ | ------------------ |
| JR岐阜駅バスターミナル | 7      | G61・O65           | 「岐阜農林高前」   |
| JR岐阜駅バスターミナル | 8      | C30・C36・C34・C35 | 「岐阜農林高校北」 |
| 大野バスセンター       |        | C                  | 「岐阜農林高校北」 |

## 主な卒業生
- 岡﨑和夫 - 元池田町長
- 宮地寧々 - 女子競輪選手
- 宮ノ腰達也 - バスケットボール選手